# Фінал чемпіонату Європи з футболу 1996
Фінал чемпіонату Європи з футболу 1996 — футбольний матч, у якому визначався переможець чемпіонату Європи з футболу 1996. Матч відбувся 30 червня 1996 року на стадіоні Вемблі у столиці Великої Британії місті Лондон. У матчі зустрілися збірні Чехії та Німеччини. Перемогу у матчі з рахунком 2:1 завдяки «золотому голу» здобули німецькі футболісти.